# Blutaparon vermiculare
Blutaparon vermiculare là loài thực vật có hoa thuộc họ Dền. Loài này được (L.) Mears mô tả khoa học đầu tiên năm 1982.